# Monarque de Florès
Symposiachrus sacerdotum
Espèce
Synonymes
 * Monarcha sacerdotum (protonyme)
Statut de conservation UICN

 EN  : En danger
Le Monarque de Florès (Symposiachrus sacerdotum) est une espèce d'oiseaux de la famille des Monarchidae.

## Répartition
Il est endémique de l'extrémité Ouest de l'île de Florès (Indonésie).

## Habitat
Il habite les forêts subtropicales ou tropicales humides, en plaine.
Il est menacé par la perte de son habitat.